# Utinja Vrelo
Utinja Vrelo – wieś w Chorwacji, w żupanii karlowackiej, w gminie Vojnić. W 2011 roku liczyła 18 mieszkańców.